# Große Zwei V

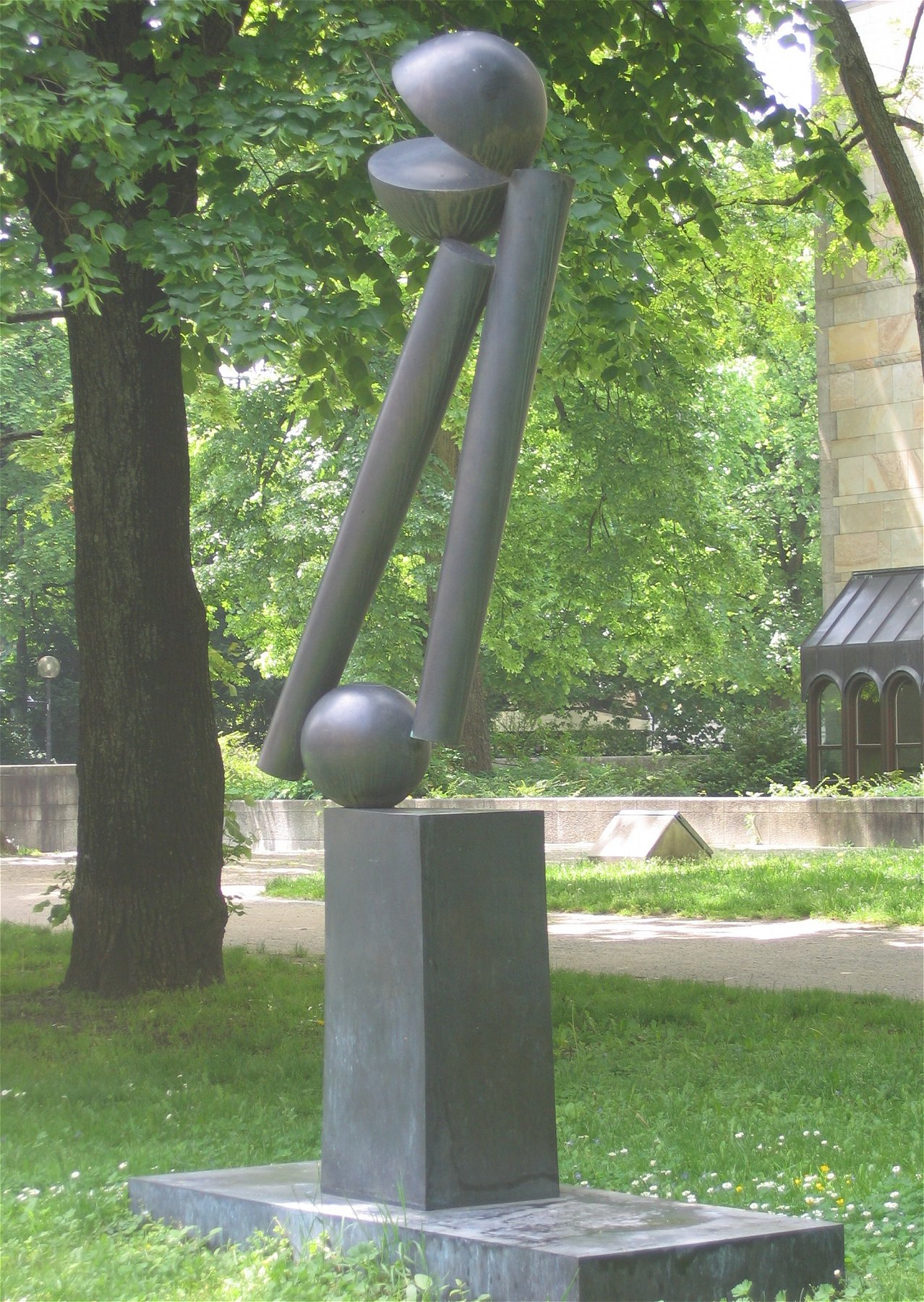
Fritz Koenig: Große zwei V

La Große Zwei V è una scultura di Fritz Koenig.
Fu creata nel 1973 e si trova a Monaco di Baviera nel quartiere di Maxvorstadt, in prossimità della Neue Pinakothek.